# Nikolaus Welter
Nikolaus «Nik» Welter (Mersch, 2 de enero de 1871-Luxemburgo, 13 de julio de 1951) fue un escritor, crítico literario y político  luxemburgués. 
Estudió en Lovaina, París, Bonn y Berlín, fue profesor en Diekirch y en el Athénée de Luxembourg en la capital del país y trabajó como ministro de educación durante el gobierno de Émile Reuter.

## Premios
- 1937 Premio Joseph-von-Görres

## Obras
- Frederi Mistral. Der Dichter der Provence. Elwert Verlag, Marburg/Lahn 1899.
- Aus alten Tagen. Gedichte
- Jóusè Roumanille. 1898/99
- Siegfried und Melusina. Dramatisierte Volkssagein drei Abtheilungen. Concordia DVA, Berlín 1900.
- Theodor Aubanel,  1902, en francés en 1904 con Frédéric Charpin
- Frühlichter. Gedichte. AVG, Múnich 1903.
- Adlers Aufflug. Drama. 1905
- Lene Frank. Ein Lehrerinnendrama. Viena 1906.
- Die Dichter der luxemburgischen Mundart. Literarische Unterhaltungen. 2. Aufl. Verlag Schroell, Luxemburgo 1906.
- Prof. Forster. Ein Trauerspiel in fünf Aufzügen. Literaturanstalt Austria, Wien 1908.
- Hohe Sonnentage. Ein Ferienbuch aus der Provence und Tunesien. Kösel Verlag, Múnich 1909.
- In Staub und Gluten. Neue Gedichte. 2. Aufl. Verlag für Literatur, Kunst und Musik, Leipzig 1909.
- Mansfeld. Ein Schicksalsspiel in vier Akten. Verlag Schroell, Diekirch 1912.
- Franz Bergg (1866–1913). Ein Proletarierleben. Neuer Frankfurter Verlag, Frankfurt/M. 1913.
- Hochofen. Ein Büchlein Psalmen. Verlag Schroell, Luxemburgo 1913.
- Über den Kämpfen. Zeitgedichte eines Neutralen. 6. Aufl. Worré-Mertens, Luxemburgo 1915.
- Der Abtrünnige. Eine Koomödie der Treue. 2. Aufl. Soupert, Luxemburgo 1916.
- Der Wurm. Ein Überrumpelungsspiel.
- Dantes Kaiser. Geschichtliches Charakterspiel in fünd Aufzügen. Müller Verlag, München 1922.
- Griselinde. Ein Schauspiel in drei Aufzügen und vier Bildern. Linden & Hansen Verlag, Luxemburg 1918 (Musik von Alfred Kowalsky).
- Grossmama. Die Tragödie einer Seele; Drama in einem Aufzug.
- Die Braut oder das Mädchen von Grevenmacher. Drama.
- Im Dienste. Erinnerungen aus verworrener Zeit. St.-Paulus-Druckerei, Luxemburgo 1925.
- Im Werden und Wachsen. Erlebnisse eines Jungen. 4. Aufl. Selbsverlag, Luxemburgo 1926
- Gesammelte Werke. Westermann Verlag, Braunschweig 1925/26 (5 Bände).
- Geschichte der französischen Literatur. 3. Aufl. Verlag Kösel & Pustet, Munich, 1928.
- Die Söhne des Öslings. Ein Bauerndrama aus der Zeit der französischen Revolution in fünf Aufzügen. 4. Aufl. St.-Paulus-Druckerei, Luxemburgo 1928.
- Mundartliche und hochdeutsche Dichtung in Luxemburg. Ein Beitrag zur Geistes- und Kulturgeschichte des Großherzogtums. St.-Paulus-Druckerei, Luxemburgo 1929.
- Michel Rodange: Dem Grow Sigfrid seng Goldkuommer. Komëdesteck a fünf Acten. Linden & Hansen, Luxemburgo 1929
- Goethes Husar. Aus seinem „Dichtung und Wahrheit“ in drei Aufzügen. Linden & Hansen Verlag, Luxemburg 1932.
- In der Abendsonne. Zwiegesang. Hansen VG, Saarlouis 1935
- Freundschaft und Geleit. Erinnerungen. St.-Paulus-Druckerei, Luxemburgo 1936.
- Das Luxemburgische und sein Schrifttum. Neuaufl. Soupert, Luxemburgo 1938.